# Janik
Janik – wieś w Polsce, położona w województwie świętokrzyskim, w powiecie ostrowieckim, w gminie Kunów.
W latach 1975–1998 miejscowość administracyjnie należała do województwa kieleckiego.

## Integralne części wsi
| SIMC    | Nazwa       | Rodzaj    |
| ------- | ----------- | --------- |
| 0247137 | Janik Drugi | część wsi |
| 0247143 | Kozianka    | część wsi |
| 0247150 | Rajki       | część wsi |

## Historia
Janik (właściwie Jamnik) w wieku XIX wieś włościańska w powiecie opatowskim, gminie i parafii Kunów, oddalona od Kunowa 3 wiorsty, a od Opatowa 22 wiorsty.
Według spisu z 1827 roku było tu 25 domów i 181 mieszkańców, około 1882 roku liczyła 57 domy i 382 mieszkańców mając gruntu 867 mórg ziemi należącej do włościan.

Przed rokiem 1819 wieś należała do biskupstwa krakowskiego w kluczu kunowskimi dóbr biskupich. W XV wieku nosiła nazwo Jamnik (Długosz L.B. t.II, s.477).
W dniu 16 grudnia 1863(dts) pod Janikiem miała miejsce bitwa wojsk powstańczych z wojskami rosyjskimi. W dniu tym idąc w ślad za wojskami gen. Hauke-Bosaka w kierunku na Bodzechów przesunął Czengiery pułkownika Macniewa z trzema kolumnami, w łącznej sile 9. rot pułku tobolskiego, na obławę w lasy iłżeckie.

W tym samym czasie, gdy gen. Ksawery Czengiery bił się pod Bodzechowem, Macniew przeważającymi siłami otoczył pod Janikiem piechotę Łady, liczącą około 300 ludzi i rozbił go. Polaków dostało się do niewoli rzekomo 68, 200 (ponoć) poległo, 4 było rannych, straty zaś Macniewa miały wynosić – 2 zabitych i 3 rannych, poza tym miał zdobyć 128 sztuk broni i inne wyposażenie wojskowe.
9 czerwca 1944 roku oddziały Armii Ludowej Czesława Boreckiego, Tadeusza Maja (Świtowcy) i Wrzosa pod dowództwem Henryka Połowniaka "Zygmunta" stoczyły tu bitwę z niemiecką obławą (kilkuset żandarmów). Poległo 6 partyzantów, reszta wydostała się z okrążenia.

## Komunikacja
- Przez wieś kursują busy na trasie Ostrowiec Świętokrzyski-Kunów. Linie obsługiwane są przez przewoźników prywatnych.

## Sport i kultura
Od lutego 2006 r. we wsi rozpoczęło działalność Stowarzyszenie Ziemi Janickiej „Zgoda”, którego celem jest rozwój wsi. W listopadzie 2010 oddano do użytku nowo wybudowaną hale sportową przy szkole podstawowej. 
W lutym 2017 roku przy Stowarzyszeniu Ziemi Janickiej została utworzona drużyna tenisa stołowego "Zgoda Janik".